# Єлизаветівський ліс

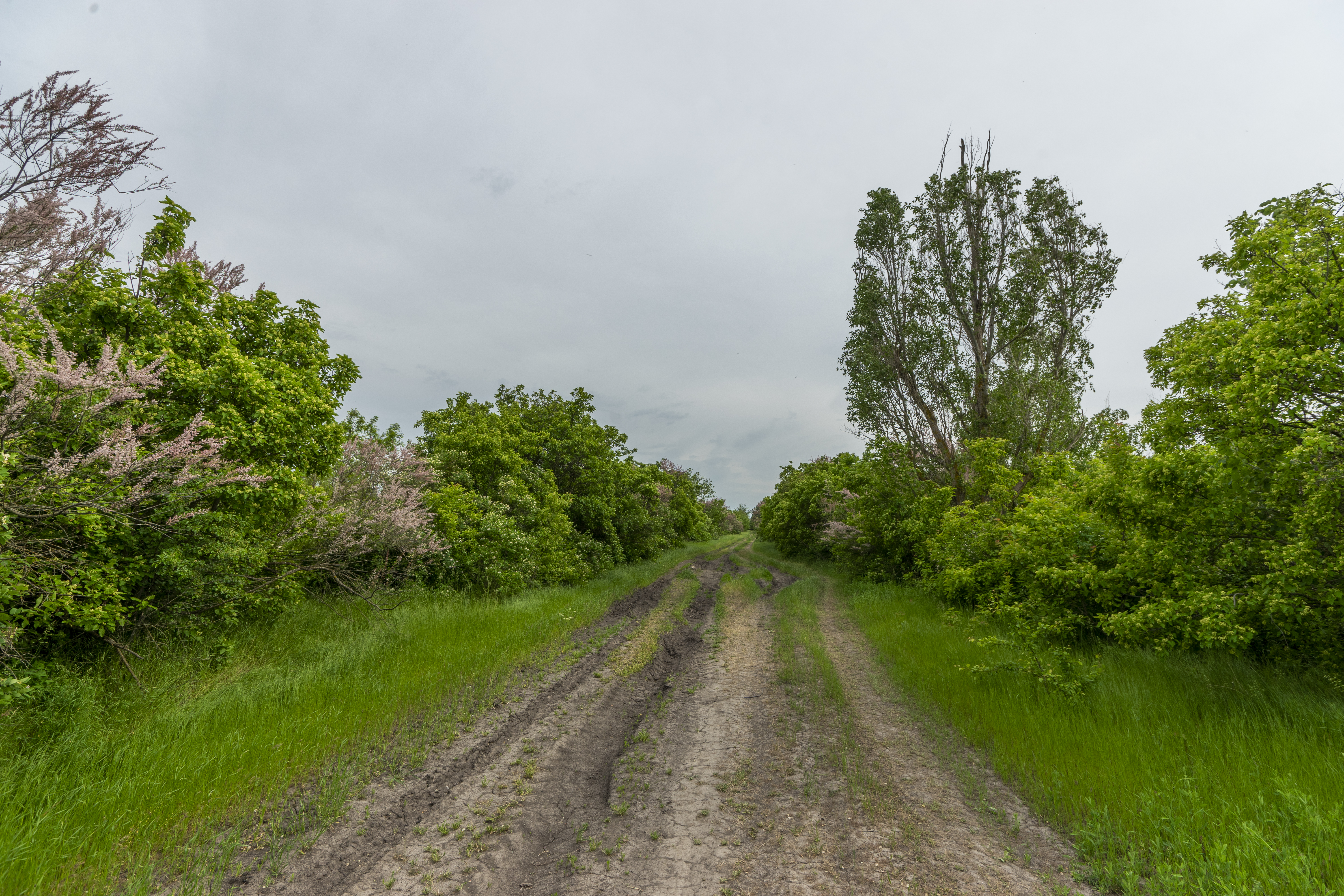

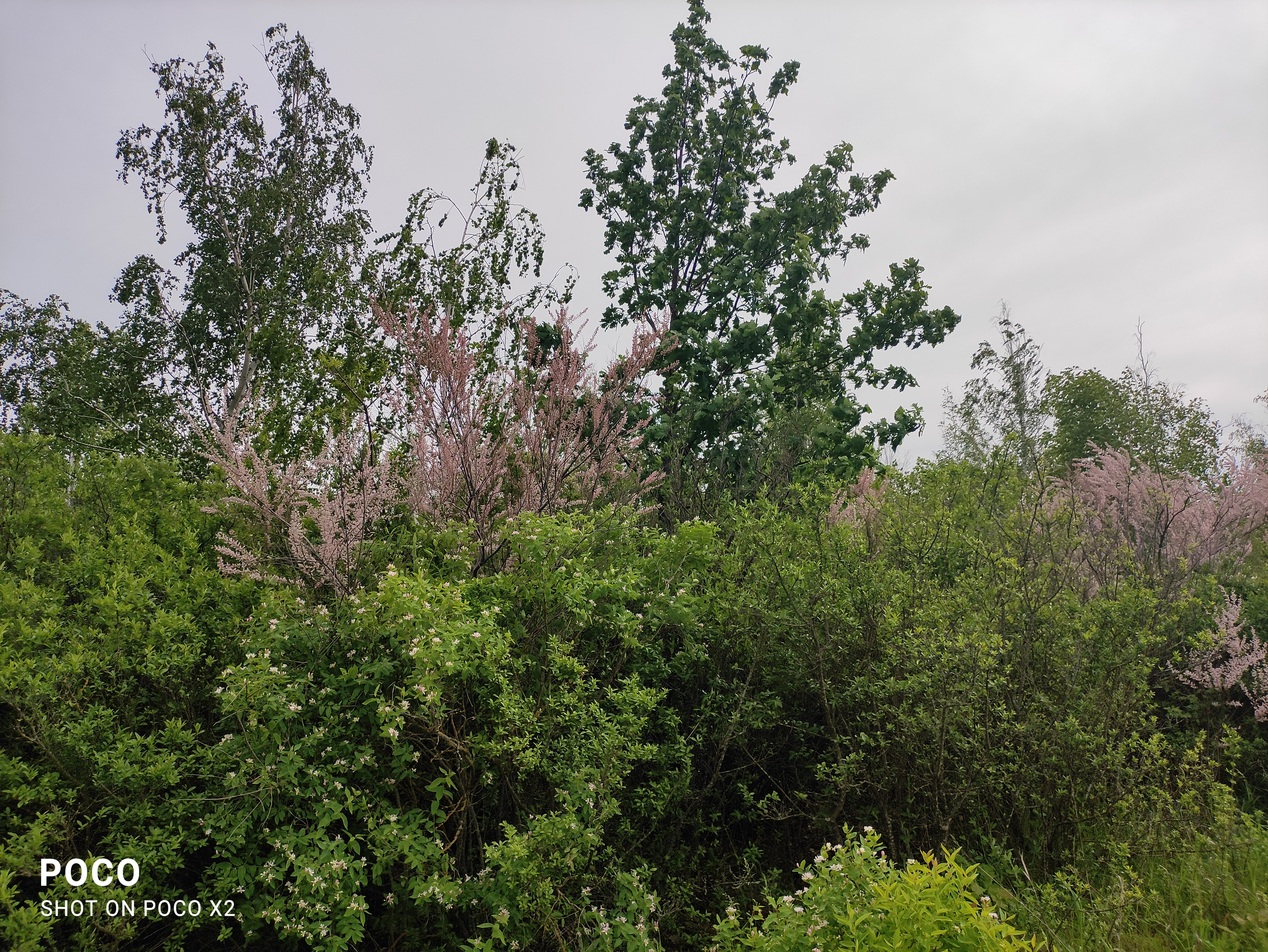

Єлизаветівський ліс — лісовий заказник місцевого значення. Об'єкт розташований на території Кам'янсько-Дніпровського району Запорізької області, в межах земель ДП «Кам'янсько-Дніпровське лісове господарство».
Площа — 60 га, статус отриманий у 1984 році.